# Sörby församling, Lunds stift
Sörby församling var en församling i Lunds stift och i Hässleholms kommun. Församlingen uppgick 2006 i Vinslövs församling.

## Administrativ historik
Församlingen har medeltida ursprung.
Församlingen var till 1962 i pastorat med Gumlösa församling åtminstone till 1660 som annexförsamling därefter som moderförsamling. Från 1962 till 2006 annexförsamling i pastoratet Vinslöv, Nävlinge, Gumlösa och Sörby. Församlingen uppgick 2006 i Vinslövs församling.

## Kyrkor
- Sörby kyrka